# Camarhynchus pauper
Camarhynchus pauper là một loài chim trong họ Thraupidae.